# La impossibilitat física de la mort en la ment d'algú viu
La impossibilitat física de la mort en la ment d'algú viu (o The Physical Impossibility of Death in the Mind of Someone Living en anglès) és una obra d'art creada l'any 1991 per Damien Hirst, un artista visual anglès i un membre destacat del moviment conegut com a Young British Artists. Consisteix en un tauró tigre preservat en formaldehid en una vitrina. L'obra va ser encarregada inicialment el 1991 per Charles Saatchi, un home de negocis britànic, que el va vendre el gener de 2005 a Steven A. Cohen per un preu no revelat, àmpliament considerat d'haver estat uns 8 milions de dòlars. Tot i això, el títol del llibre de Don Thompson, The $12 Million Stuffed Shark: The Curious Economics of Contemporary Art (El Tauró Farcit de 12 Milions de Dòlars: la Curiosa Economia en l'Art Contemporani) suggereix una xifra diferent.
Atesa la deterioració del tauró original de 4,3 metres (14 peus), l'any 2006 va ser substituït per un altre espècimen. L'obra va ser prestada al Metropolitan Museum of Art des del 2007 fins al 2010.
Va ser considerat l'obra icònica de l'art britànic dels anys 90, i ha esdevingut un símbol del Britart internacionalment.

## Rerefons i concepte

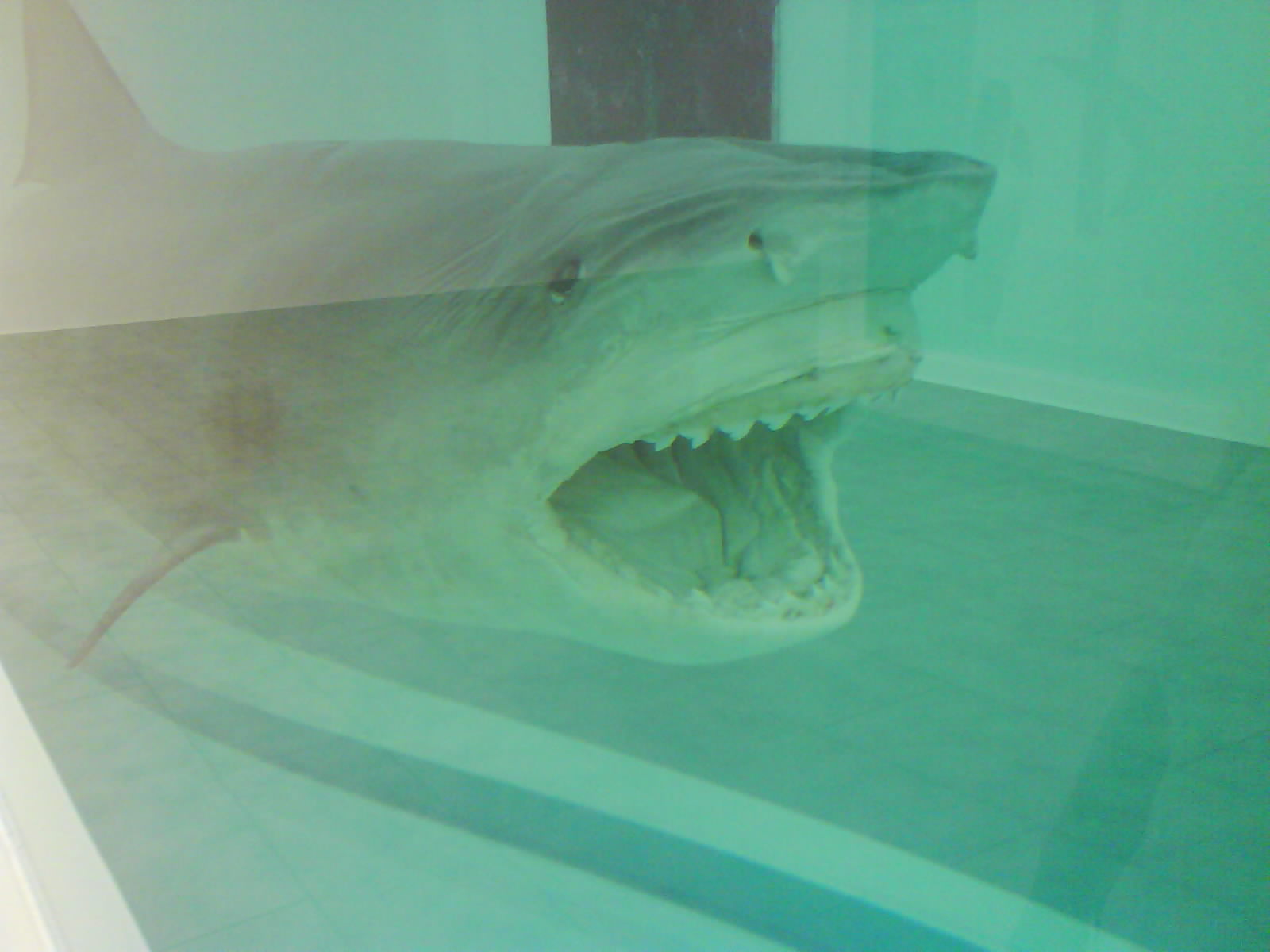
Exhibició a Kíev.

L'obra va ser finançada per Charles Saatchi, que, l'any 1991, es va oferir pagar qualsevol obra d'art que creés Hirst. El tauró en si li va costar a Hirst 6000 lliures, i el cost total de l'obra va ser de 50.000 lliures. El tauró va ser capturat a Hervey Bay, Queensland, Australia per un pescador a qui li havien encarregat aquesta feina. Hirst volia alguna cosa "prou gran com per menjar-te".
Va ser exposat per primer cop el 1992, en la primera de les sèries de Young British Artists a la Galeria Saatchi, i llavors en el seu local de St John's Wood, un districte del barri de Westminster, a Londres. El tabloide britànic The Sun va titolar "£50,000 for fish without chips" (50000 lliures per peix sense patates) en una clara al·lusió al plat de menjar ràpid més popular a Gran Bretanya, el fish and chips. La mostra també incloïa A Thousand Years, una altra obra de Hirst. El 1992 va ser nominat al Premi Turner, que va acabar guanyant l'escultor anglès Greenville Davey. Saatchi va vendre l'obra l'any 2005 a Steven A. Cohen per un preu estimat en 8 milions de dòlars.
Les especificacions tècniques eren: "Tauró tigre, vidre, acer, solució del 5% de formaldehid, 213 x 518 x 213 cm."

## Decadència i substitució
Com que el tauró va ser inicialment mal preservat, va començar a deteriorar-se i el líquid que l'envoltava es va anar enfosquint. Hirst atribueix part de la decadència al fet que la Galeria Saatchi hi havia afegit lleixiu. L'any 1993, la galeria va extreure-li les vísceres al tauró i va estirar-ne la pell sobre un motlle de fibra de vidre, i Hirst va comentar: "ja no fa tanta por... es podria creure que no és real. No tenia pes." Quan Hirst es va assabentar de la venda imminent de l'obra Cohen, es va oferir a reemplaçar el tauró, una operació que va finançar llavors Cohen, considerant el cost "insignificant" (només el formaldehid ja costava 100.000 dòlars). Un altre tauró va ser capturat de Queensland (una femella d'entre 25 i 30 anys, de mitjana edat) i enviat a Hirst en un viatge de 2 mesos. Oliver Crimmen, un científic i conservador de peixos del Museu d'Història Natural de Londres va assistir a la preservació del nou espècimen l'any 2006. Això va comportar injectar formaldehid al cos, així com tenir-lo submergit durant dues setmanes en un bany de solució al 7% de formalina. La vitrina de 1991 es va fer servir llavors en aquest procés.
Una qüestió filosòfica va ser admesa per Hirst, sobre si la substitució del tauró significava o no que el resultat havia de seguir sent considerat la mateixa obra. Va observar:

## Diferents versions
Hirst ha fet altres obres posteriors que també consisteixen en taurons preservats en vitrines plenes de formaldehid. El setembre de 2008, The Kingdom, un tauró tigre, es va vendre en una subhasta a Sotheby's, anomenat Beautiful Inside My Head Forever per 9,6 milions de lliures, més de 3 milions de lliures més que les estimacions.
Hirst també va fer una versió en miniatura de l'obra pel Museu de Miniatures d'Àmsterdam. En aquest cas, va substituir el tauró per un guppy en una caixa en formaldehid de 10 x 3,5 x 5 cm.

## Reaccions

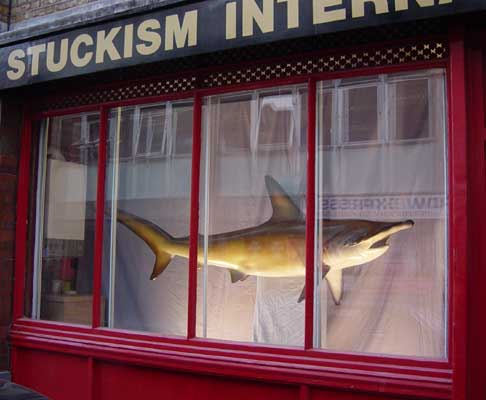
A Dead Shark Isn't Art, 2003. Stuckism International Gallery

En un discurs a la Royal Academy of Arts l'any 2004, el crític d'art Robert Hughes va utilitzar The Physical Impossibility of Death in the Mind of Someone Living com a exemple principal de com el mercat internacional d'art del moment era una "obscenitat cultural". Sense anomenar l'obra, va afirmar que les pinzellades en els colls d'encaix de Velázquez podien ser més radicals que el tauró "desintegrant-se tèrbolament en una vitrina a l'altra riba del Tàmesi.
La resposta de Hirst a aquells que deien que qualsevol persona hagués pogut fer aquesta obra d'art va ser: "Però ningú no ho ha fet, oi que no?"
L'any 2003, sota el títol A Dead Shark Isn't Art (un tauró mort no és art), la Stuckism International Gallery va exhibir un tauró que havia estat disposat al públic dos anys abans l'obra de Hirst de Eddie Saunders a la seva botiga del barri de Shoreditch a Londres (JD Electrical Supplies). La galeria suggeria que Hirst hagués pogut tenir la idea arran de l'obra de Saunders.